# HP Prime

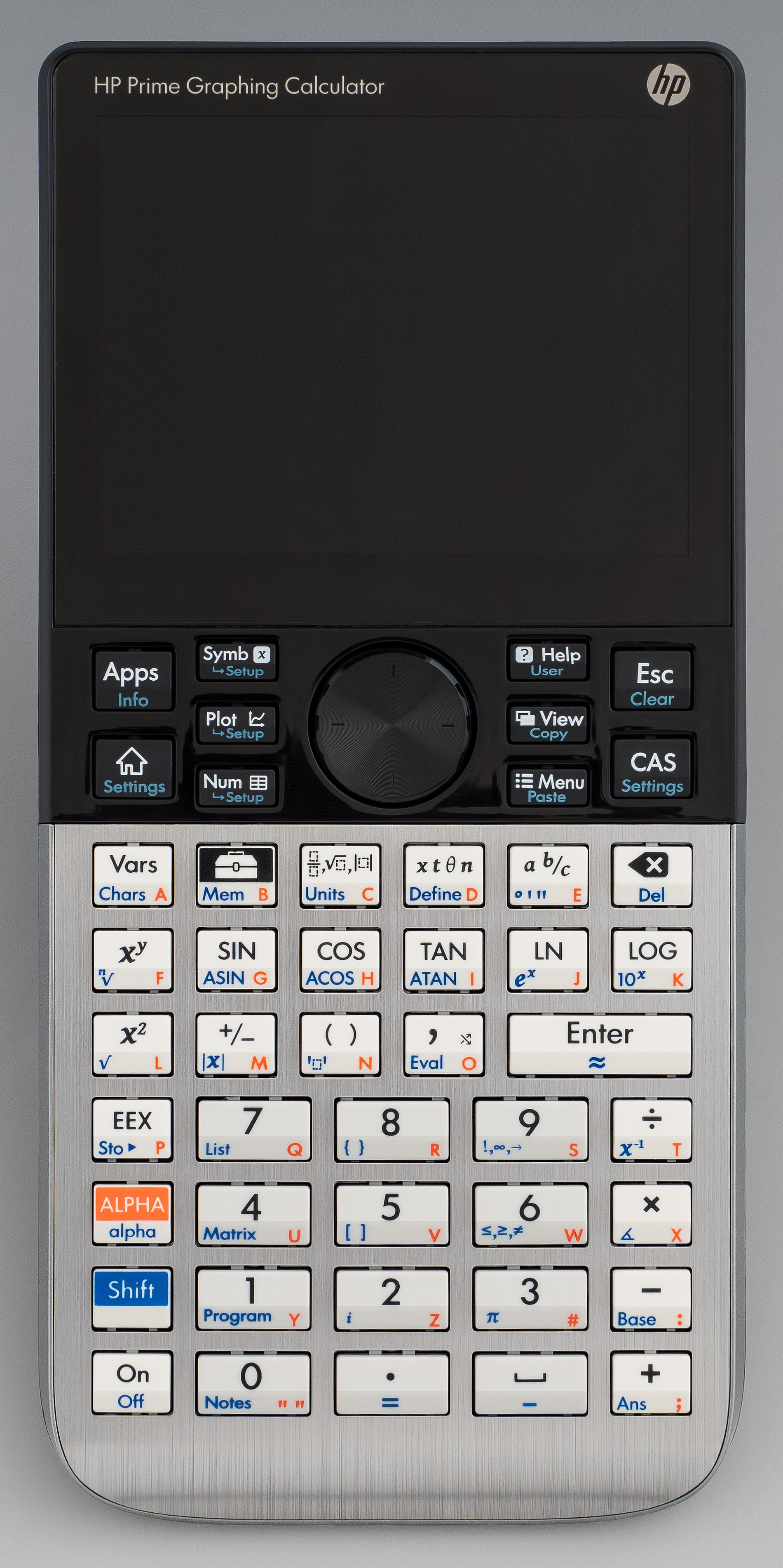
Prime graphing calculator by Hewlett Packard, model G8X92AA, revision C. This revision has darker blue and orange silkscreen, as compared with earlier models that used sky blue and light orange.

HP Prime Graphing Calculator este un calculator grafic introdus de Hewlett-Packard în 2013 și fabricat de HP Inc. până când licențiații Moravia Consulting spol. s r.o. și Royal Consumer Information Products, Inc. au preluat dezvoltarea, producția, distribuția, marketingul și asistența continuă în 2022. A fost proiectat cu caracteristici asemănătoare cu cele ale smartphone-urilor, cum ar fi un ecran tactil color și o interfață de utilizator centrată în jurul diferitelor aplicații. Se consideră a fi cel mai mic și mai subțire calculator CAS din lume disponibil în prezent.
Funcționalitatea HP Prime este disponibilă și ca software de emulare pentru PC-uri și Mac-uri, precum și pentru diverse smartphone-uri.